# Ripalta Arpina
Ripalta Arpina ist eine Gemeinde (comune) in der Lombardei, Italien, mit 1054 Einwohnern (Stand 31. Dezember 2023) in der Provinz Cremona. Die Gemeinde liegt etwa 29 Kilometer nordwestlich von Cremona am Serio und befindet sich am Parco del Serio und am Parco dell'Adda Sud. Die Adda begrenzt die Gemeinde im Süden.